# Couvent des Récollets de Cognac
Pour les articles homonymes, voir Couvent des Récollets.
Le Couvent des Récollets de Cognac est  situé à Cognac dans le département français de la Charente. Le couvent a été fondé au XVIIe siècle durant la Contre-Réforme par des frères Récollets qui sont des Franciscains organisés en ordre au XVIe siècle.

## Histoire
Le Couvent des Récollets de Cognac a été fondé le 22 janvier 1612 par la ville de Cognac. Le nombre de religieux était depuis longtemps de 18 à 20 en 1723. Il a été édifié de 1631 à 1635 par le père Roussel. Les travaux ont été achevés de 1641 à 1647 par le père Martial Hardy.
La ville de Cognac achète les bâtiments en 1808 et y installe l'hôtel de ville qui y restera jusqu'en 1892. Puis elle en revend une partie au département en 1820 et celui-ci y installe la sous-préfecture et le tribunal civil qui en partiront en 1858.
Par arrêté du 4 décembre 1951, le puits, trois des travées voutées et l'escalier en fer forgé ont été inscrits monument historique.

## Architecture

### Historique des travaux
L'architecte Paul Abadie supervisa d'importants travaux de 1823 à 1827.
En 1860 la voûte du tribunal de commerce est détruite. Puis à partir de 1892 et du départ de l'hôtel de ville, des travaux de reconstruction sont menés par E. Rullier. Enfin une restauration reconversion en centre culturel est menée par l'architecte Edgar Broutet en 1982. 
C'est l'occasion de placer en réemploi des sculptures des bâtiments disparus comme le fronton de l'hôtel Allenet.

### Description
Autour d'un jardin, une large galerie voutée d'ogive dessert les différentes salles. Cette galerie ouvre sur la rue d'Angoulême par deux larges entrées.
Au centre du jardin, on trouve un puits couvert.

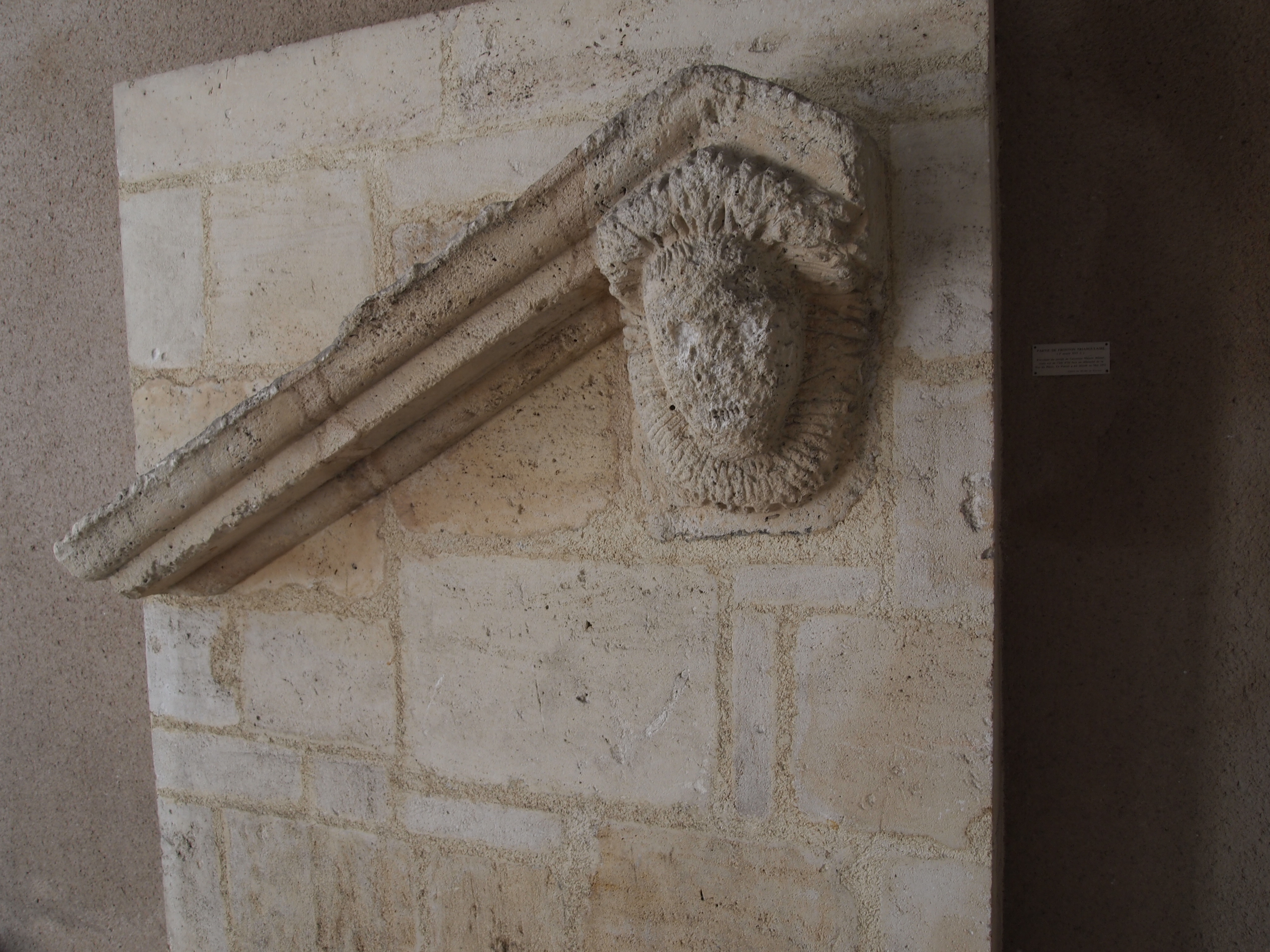
Fronton de l'hôtel Allenet
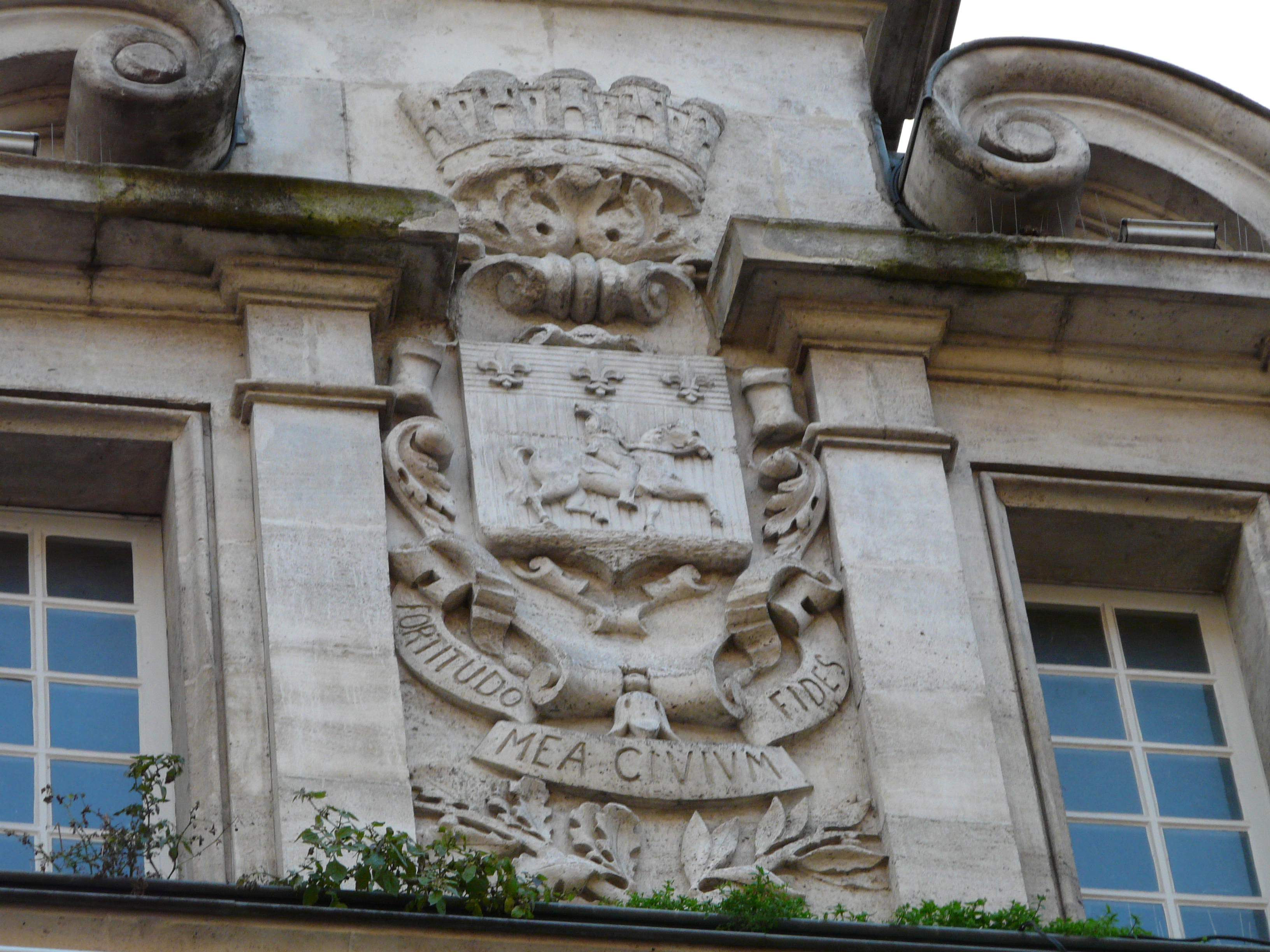
Couvent des récollets, armoiries sculptées.
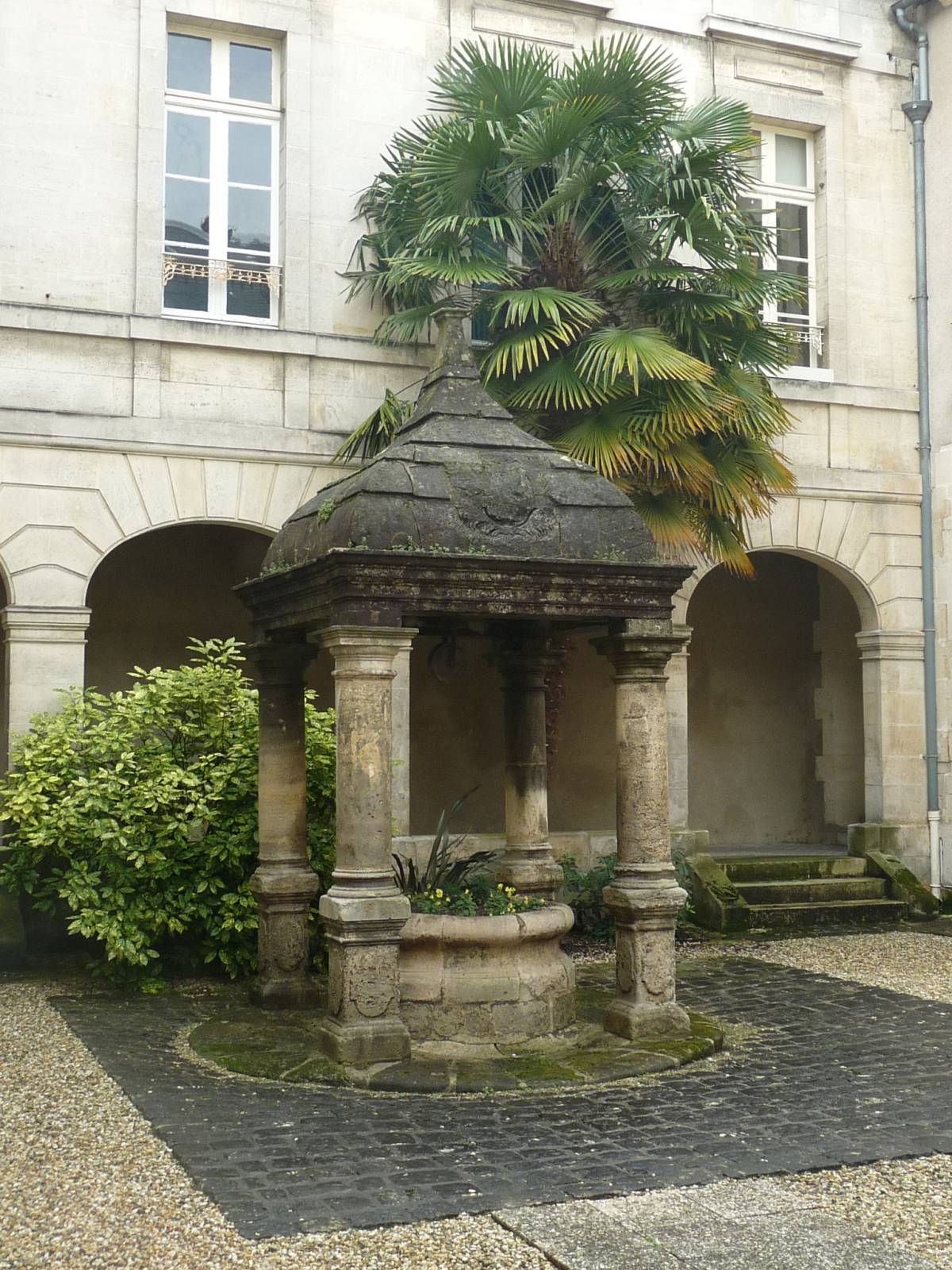
Puits du couvent des récollets

L'escalier de fer forgé installé en 1770 porte le monogramme du père Martial Hardy.

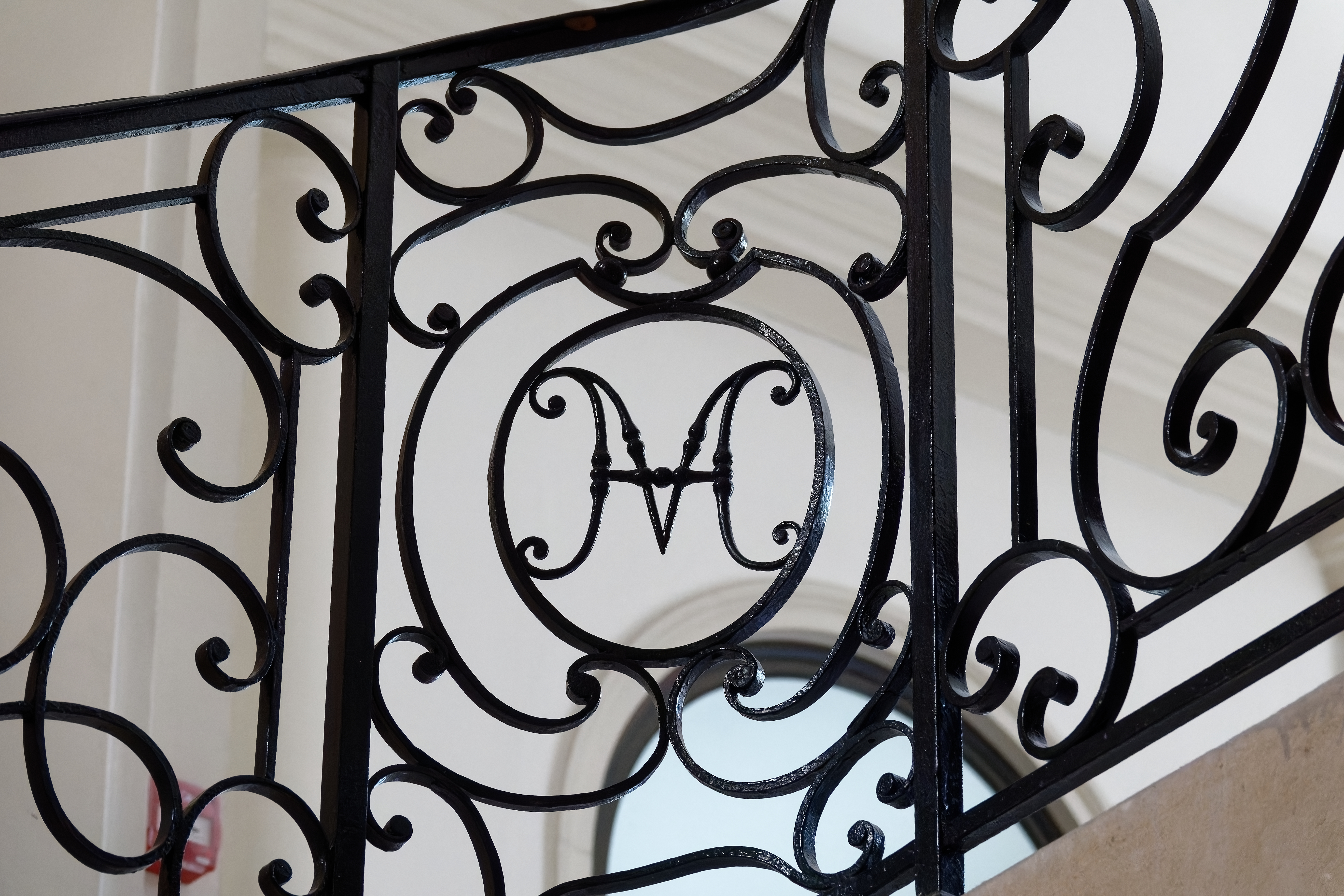
Monogramme du père Martial Hardy

## Aujourd'hui
L'ancien couvent des Récollets appartient à la ville de Cognac qui en a fait un centre culturel et social. Les pièces du rez-de-chaussée ont été restaurées pour accueillir les expositions et offrir une salle de conférence. Les étages comportent divers bureaux de services administratifs et des salles de réunion.